# Smilax klotzschii
Smilax klotzschii är en enhjärtbladig växtart som beskrevs av Carl Sigismund Kunth. Smilax klotzschii ingår i släktet Smilax och familjen Smilacaceae.
Artens utbredningsområde är Java. Inga underarter finns listade.